# Е
E, e (en cursiva: E, e) és una lletra de l'alfabet ciríl·lic, present als alfabets rus, belarús, ucraïnès, búlgar i macedònic. Sona exactament com la lletra llatina E. Deriva de l'èpsilon grega (Ε, ε). En búlgar, macedònic, serbocroat i ucraïnès, s'anomena E, i representa la vocal /e/ o /ɛ/. Ara bé, en rus i belarús representa la vocal iotitzada /je/.

## Taula de codis
| Codificació de caràcters | Tipus     | Decimal | Hexadecimal | Octal  | Codi binari         |
| ------------------------ | --------- | ------- | ----------- | ------ | ------------------- |
| Unicode                  | Majúscula | 1045    | 0415        | 002025 | 0000 0100 0001 0101 |
| Unicode                  | Minúscula | 1077    | 0435        | 002065 | 0000 0100 0011 0101 |
| ISO 8859-5               | Majúscula | 181     | B5          | 265    | 1011 0101           |
| ISO 8859-5               | Minúscula | 213     | D5          | 325    | 1101 0101           |
| KOI 8                    | Majúscula | 229     | E5          | 345    | 1110 0101           |
| KOI 8                    | Minúscula | 197     | C5          | 305    | 1100 0101           |
| Windows 1251             | Majúscula | 197     | C5          | 305    | 1100 0101           |
| Windows 1251             | Minúscula | 229     | E5          | 345    | 1110 0101           |